# Jardines de las Delicias
Jardines de las Delicias är en park i Spanien.   Den ligger i provinsen Provincia de Sevilla och regionen Andalusien, i den sydvästra delen av landet, 400 km sydväst om huvudstaden Madrid. Jardines de las Delicias ligger 11 meter över havet.
Terrängen runt Jardines de las Delicias är huvudsakligen platt, men åt nordväst är den kuperad.Runt Jardines de las Delicias är det mycket tätbefolkat, med 1 956 invånare per kvadratkilometer. Närmaste större samhälle är Sevilla, 1,9 km nordost om Jardines de las Delicias. Runt Jardines de las Delicias är det i huvudsak tätbebyggt.